# 台糖生產技術服務處
台灣糖業公司生產技術服務處位於台南市新營區建業路43號。

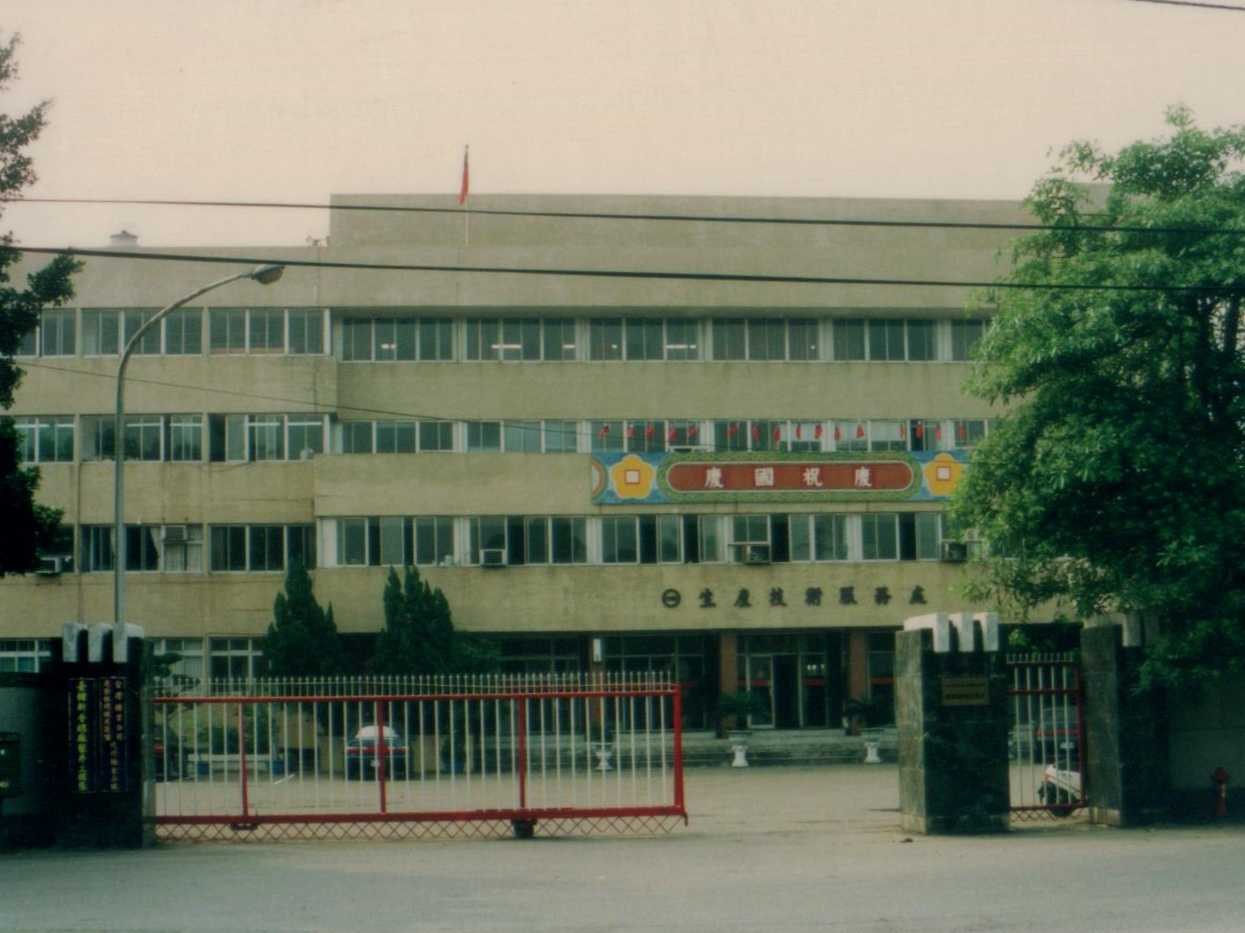
台糖生產技術服務處

## 沿革
農業工程處於1974年更名為機械工程處。機械工程處於1984年5月撤銷，改制為新營修造場，業務歸併新營總廠，後併入生產技術服務處。
生產技術服務處於1985年9月17日成立，於2002年7月1日裁撤。
台灣糖業公司空氣品質檢測中心於1992年6月1日成立，於1994年7月1日業務改隸生產技術服務處。空氣品質檢測中心於2002年7月1日裁撤。

## 現況
原生產技術服務處廠區，有生產技術服務處及鑿井工程隊二個單位。現在由台南區處地下水保育課（原鑿井工程隊）管理使用。

## 外部連結
台糖全球中文入口網（页面存档备份，存于）